# Torkel Baden (rektor)
 For alternative betydninger, se Torkel Baden. (Se også artikler, som begynder med Torkel Baden)
Torkel Baden (1668-1732) var en dansk rektor.
Ernst von Baden, borgmester i Horsens, var gift med
en søster til ærkebiskop Hans Svane; af deres
børn kan nævnes Laurids Baden
og Jacob Baden, først Præst i Herslev i Skåne,
siden præst og provst i Landskrona, en af Skånes
mest ansete gejstlige. Under fredsforhandlingerne
1679 mellem udsendingerne fra Danmark og Sverige
fungerede han som præst for disse, og kort
efter fredsslutningen i Lund kaldtes han af
Christian V til Danmark som sognepræst i Holbæk
og provst i Merløse herred, i hvilken stilling han
forblev til sin død. Han var gift med Dorothea
Halse, datter af tolder i Skien Peter Halse. De
havde sønnen Torkil Baden, født i Herslev 13. april 1668.
Han gik først i skole i Landskrona, siden i Holbæk,
hvorfra han deponerede 1686; ved uiversitetet
tog han teologisk eksamen med udmærkelse 1688 og
vendte derpaa, efter at have fuldendt sit akademiske
kursus, 1690 hjem til Holbæk, hvor han dels hjalp
sin gamle fader, dels 1693 udnævntes til vikar for
Latinskolens rektor, magister Henrik Godske,
og derpaa 27. februar 1694 til hans efterfølger.
Siden styrede han Holbæk skole til sin død
9. juli 1732. Magistergraden tog han 15.
maj 1694. Han ægtede 27. september 1701 Karen Lachmann,
datter af tolder ved Isefjorden Lyder Lachmann, og var
gift med hende til juni 1725, da hun døde; de havde
kun den ene søn Jacob Baden, siden rektor i Vordingborg
(d. 1738), fader til ovfr. nævnte professor Jacob Baden.
Ledelsen af den lille skole i Holbæk,
hvorfra Torkel Baden i hele sin rektortid kun
dimitterede o. 30 disciple, levnede ham rigelig
tid til hans flittige sproglige og teologiske
studier, og han efterlod sig ved sin død
talrige og bindstærke manuskripter til arbejder
af begge slags, som senere bevaredes af familien.
Derimod var det kun ganske få og små skrifter,
han fik udgivet i trykken; det betydeligste af disse
var «Roma Danica, harmoniam atqve affinitatem lingvæ
Danicæ cum lingva Romana exhibens», udkommet
1699. Han opstiller her, idet han følger
ordningen efter ordklasserne, en række danske ord
ved siden af de tilsvarende latinske og viser,
hvorledes de forekomme i de samme afledte
betydninger og i ganske overensstemmende talemåder
i begge sprog; det ser oftest ud, som om hans mening
er den, at denne overensstemmelse overalt skyldes
ligefrem indvirkning af latinen på dansken («Tiberis
Italiæ fluvius in Balthica defluxit litora»),
men medens han varierer denne tanke i den mest
overraskende mangfoldighed af udtryk, gør han ikke
det mindste forsøg på at bevise dens rigtighed, og
på andre steder udtaler han sig også, som om han kun
vil påvise ligheden uden at hævde denne tanke. Trods
sin angeml paa fast princip, sin vilkårlighed i
valget af stoffet og ufuldstændighedederne har bogen
dog kunnet gøre nytte i sin tid, da man lagde stor
vægt på at tale latin, og da de grammatikalske og
leksikalske hjælpemidler var meget svage. Men det var
et svært misgreb, at hans sønnesøns søn Torkil Baden påtog
sig at udgive den på ny under helt forandrede
forhold i 1835, tilmed således, at han lovpriste den
i høje toner som et «uforbederligt» værk og brugte den
som udgangspunkt for hvasse Angreb på Molbech. Det
kom da ogsaa frem, hvad der hidtil var blevet overset,
at «Roma Danica» både efter sin form og sit indhold
var sat sammen ved en i det mindste efter nyere
tiders anskuelser aldeles utilladelig benyttelse af
fremmede arbejder, særlig Thomas Bangs «Observationes
philologicæ» og Henr. Stephanius’ og Joh. Vorstius’
Skrifter «de Latinitate falso suspecta». – T. B.s
malede portræt findes på Universitetsbiblioteket.